# Boj na Kosovu
Boj na Kosovu (Бој на Косову, "La batalla de Kosovo") és una pel·lícula de drama bèl·lic i històric iugoslau del 1989 filmada a Sèrbia. La pel·lícula es va basar en el drama escrit pel poeta Ljubomir Simović. Representa la batalla de Kosovo històrica entre la Sèrbia medieval i l'Imperi Otomà que va tenir lloc el 15 de juny de 1389 (segons el calendari julià, el 28 de juny de 1389 pel Calendari gregorià) en un camp a uns 5 quilòmetres al nord-oest de Pristina.

## Argument
El duc serbi Lazar l'any 1389 es nega a obeir al turc sultà Murat que pretén envair Sèrbia amb un exèrcit per conquerir Europa. Encara que és conscient que és feble, sense prou homes, el duc Lazar decideix lluitar amb ell igualment. Els senyors serbis no estan units. La majoria volen lluitar, fins i tot a costa de la derrota, però alguns no ho fan. Tothom apte per a la batalla és enviat a Kosovo. La batalla de Kosovo l'any 1389 va acabar sense guanyadors, amb tots dos exèrcits derrotats i tant Lazar com Murat morts. Els turcs procedirien a envair Sèrbia però se'ls va impedir fer-se càrrec de la resta d'Europa.
La pel·lícula es va estrenar el 1989, que va marcar el 600è aniversari de la Batalla.

## Repartiment
- Miloš Žutić com a prínceo Lazar Hrebeljanović
- Gorica Popović com a Princesa Milica
- Vojislav Brajović com a Vuk Branković
- Žarko Laušević com a Miloš Obilić
- Ljuba Tadić com a Sultà Murat
- Branislav Lečić com a Baiazet
- Katarina Gojković com la donzella de Kosovo
- Neda Arnerić com a dona de peix
- Tihomir Lazić com a Lazar Musić
- Marko Baćović com a Yakub Bey
- Ivan Bekjarev com a paramunià
- Branko Cvejić com a Levčanian
- Svetozar Cvetković com a Milan Toplica
- Milena Dravić com a Velisava
- Milan Gutović com a Ivan Kosančić
- Dušan Janjićijević com a Miralem
- Rastislav Jović com Milutin el Servent
- Milutin Karadžić com el guàrdia
- Petar Kralj com a Vojiša
- Predrag Laković com a Teofan
- Toni Laurenčić com a Stefan Musić
- Irfan Mensur com a Makarije
- Radoslav Milenković com a Bogoje
- Predrag Milinković com a taberner
- Miodrag Radovanović com a Spiridon
- Nemanja Stanišić com a Stefan Lazarević
- Tanasije Uzunović com a Gerasim
- Bata Živojinović com Hamza el serbi
- Suzana Petričević com a Andja
- Dragomir Čumić
- Josif Tatić